# Derbi de Tracia
El Derbi de Tracia, conocido también como la Batalla de Tracia, es el partido de fútbol que involucra al PFC Botev Plovdiv con el PFC Beroe Stara Zagora.

## Historia
El primer enfrentamiento entre ambos equipos se dio en 1958 y terminó con victoria del Beroe por 3-2. Son los dos equipos con más títulos en el territorio de la parte búlgara de la región histórico-geográfica de Tracia, teniendo más de 100 partidos oficiales entre ambos y de que actualmente son los únicos equipos de Bulgaria que han ganado en al menos una ocasión cada título oficial de competición nacional en Bulgaria.

## Estadísticas

### Títulos
| Torneo                 | Botev Plovdiv | Beroe Stara Zagora |
| ---------------------- | ------------- | ------------------ |
| Bulgarian Championship | 2             | 1                  |
| Copa de Bulgaria       | 3             | 2                  |
| Supercopa de Bulgaria  | 1             | 1                  |
| Copa de los Balcanes   | 1             | 4                  |
| Total                  | 7             | 8                  |

### Partidos
|            | Partidos | Botev | Empates | Beroe | Goles Botev | Goles Beroe |
| ---------- | -------- | ----- | ------- | ----- | ----------- | ----------- |
| Parva Liga | 105      | 40    | 27      | 38    | 165         | 137         |